# Pokémon: Battle Frontier
Pokémon: Battle Frontier is het negende seizoen van de animatieserie Pokémon. Dit seizoen wordt opgevolgd door Pokémon: Diamond and Pearl, en voorafgegaan door Pokémon: Advanced Battle. De Amerikaanse productie lag in handen van Pokémon USA, Inc.

## Uitzending
Dit seizoen werd oorspronkelijk uitgezonden in doordeweekse uitzending in het jaar 2008 op kinderzender Jetix, gevolgd door enkele herhalingen op dezelfde zender. Is in 2011 ook nog herhaald door 2011 door Disney XD, het 24/7 digitale kanaal.

## Verhaallijn
Nog steeds in de Kanto-regio, vervolgen onze helden hun reis door de Battle Frontier onder begeleiding van Scott.

## Rolverdeling
| Hoofdrollen                           | Hoofdrollen        | Hoofdrollen        | Hoofdrollen        |
| Personage                             | Nederlandse versie | Amerikaanse versie | Japanse versie     |
| ------------------------------------- | ------------------ | ------------------ | ------------------ |
| Verteller                             | Jeroen Keers       | Rodger Parsons     | Unshō Ishizuka     |
|                                       |                    |                    |                    |
| Ash Ketchum                           | Christa Lips       | Sarah Natochenny   | Rica Matsumoto     |
| Brock                                 | Fred Meijer        | Bill Rogers        | Yuji Ueda          |
| May                                   | Nicoline van Doorn | Michelle Knotz     | Midori Kawana      |
|                                       |                    |                    |                    |
| Pikachu                               | Ikue Ōtani         | Ikue Ōtani         | Ikue Ōtani         |
| Jessie                                | Hilde de Mildt     | Michelle Knotz     | Megumi Hayashibara |
| James                                 | Paul Disbergen     | Jimmy Zoppi        | Miki Shinichirou   |
| Meowth                                | Bas Keijzer        | Jimmy Zoppi        | Inuko Inuyama      |
|                                       |                    |                    |                    |
| Zuster Joy                            | Mandy Huydts       | Michelle Knotz     | Ayako Shiraishi    |
| Agent Jenny                           | Edna Kalb          | Emily Williams     | Chinami Nishimura  |
| Scott                                 | Huub Dikstaal      | Bill Rogers        | Kōichi Sakaguchi   |
| Gary Oak                              | Robin Rienstra     | Jimmy Zoppi        | Yuko Kobayashi     |
| Delia Ketchum                         | Beatrijs Sluijter  | Michelle Knotz     | Masami Toyoshima   |
| Professor Oak                         | Tony Neef          | Jimmy Zoppi        | Unshô Ishizuka     |
| Stadionomroeper                       | Huub Dikstaal      | ???                | ???                |
| Dexter (PokéDex) -> mannelijke dex    | Tony Neef          | Bill Rogers        | Megumi Hayashibara |
| Dextette (PokéDex) -> vrouwelijke dex | Tony Neef          | Michelle Knotz     | Megumi Hayashibara |
| Tracey                                | ???                | Craig Blair        | Tomokazu Seki      |
|                                       |                    |                    |                    |
| overige                               | ???                |                    |                    |

## Muziek

### Leader
De Nederlandstalige leader Je Komt Ver Als Je Vecht (En Je Droom Is Levensecht) is ingezongen door Herman van Doorn en gebaseerd op het Amerikaanse origineel Battle Frontier. Het liedje werd gecomponeerd door John Loeffler en David Wolfert. Het liedje duurt dertig seconden in totaal. Het meerstemmige achtergrondkoor wordt verzorgd door hoofdzanger Van Doorn.

### Cd
De leader Je Komt Ver Als Je Vecht is tot op heden niet uitgebracht op cd.

## Dvd-uitgave
Het negende seizoen is tot op heden niet op dvd verschenen.

## Afleveringen
| Seizoen 9 Pokémon: Battle Frontier | Seizoen 9 Pokémon: Battle Frontier     | Seizoen 9 Pokémon: Battle Frontier | Seizoen 9 Pokémon: Battle Frontier           |
| Nr.                                | Afleveringtitel                        | Nr.                                | Afleveringtitel                              |
| ---------------------------------- | -------------------------------------- | ---------------------------------- | -------------------------------------------- |
| 01                                 | Wie ziet spoken?                       | 24                                 | Spreken is zilver, zwijgen is goud           |
| 02                                 | Lieve kleine James                     | 25                                 | De tweede keer is het raak                   |
| 03                                 | Eén Brock onzekerheid                  | 26                                 | Pokémon Ranger, Deoxys in moeilijkheden! (1) |
| 04                                 | Het Zonewiel                           | 27                                 | Pokémon Ranger, Deoxys in moeilijkheden! (2) |
| 05                                 | Het ei-zersterke avontuur van May      | 28                                 | Het is niet alles goud wat er blinkt*        |
| 06                                 | Weekendstrijder                        | 29                                 | Oude koeien, nieuwe sloot                    |
| 07                                 | Het oude meer                          | 30                                 | Alles op alles                               |
| 08                                 | Theatrale taktieken                    | 31                                 | De goeie ouwe wisseltruk                     |
| 09                                 | Tegen de stroming in                   | 32                                 | Maffe ruimtes                                |
| 10                                 | De bosbeschermer                       | 33                                 | Strijd met de innerlijke vijand              |
| 11                                 | Het wiel van de redding                | 34                                 | Koning der bergen                            |
| 12                                 | Tijdsprong heelt alle wonden           | 35                                 | Wat moet je daar nou, May?                   |
| 13                                 | Slangenkoningin                        | 36                                 | Tot het uiterste                             |
| 14                                 | Van het ongebaande pad af              | 37                                 | Op weg naar de Strijdzone                    |
| 15                                 | Harley slaat weer toe                  | 38                                 | Aipomstreken                                 |
| 16                                 | Vijfde Pokémon aan de wagen            | 39                                 | Strategie komt morgen, komedie vanavond!     |
| 17                                 | Een vurige strijd                      | 40                                 | Duel in de jungle                            |
| 18                                 | De banden verbroken                    | 41                                 | Strijdzuster Joy                             |
| 19                                 | Een uitzicht met inzicht               | 42                                 | De onverslaanbare lichtheid van het besef    |
| 20                                 | Koning en koningin voor een dag        | 43                                 | De fijne kneepjes van het vak                |
| 21                                 | Het rode gevaar ontmaskerd             | 44                                 | De groep van vier herenigd                   |
| 22                                 | Alles voor de liefde                   | 45                                 | Grenzen verleggen                            |
| 23                                 | Drie Jynx en een baby                  | 46                                 | Nog één keer met gejoel                      |
| F9                                 | Pokémon Ranger en de tempel van de zee | 47                                 | Uit het oog, aan de start                    |

- *Aflevering 27 van seizoen 4 had dezelfde titel.

- s = speciale aflevering, f = film